# Edward F. Moore
Edward Forrest Moore (23 de noviembre de 1925, Baltimore, Maryland - 14 de junio de 2003, Madison, Wisconsin) fue un profesor estadounidense de matemáticas y ciencias de la computación, inventor de la máquina de estados finitos de Moore, y uno de los pioneros de la vida artificial.

## Biografía
Moore cursó la licenciatura en química del Instituto Politécnico de Virginia, en Blacksburg, Virginia en 1947 y un doctorado en matemáticas por la Universidad de Brown en Providence, Rhode Island en junio de 1950. Trabajó en la UIUC de 1950 a 1952 y fue profesor visitante en el MIT y de Harvard al mismo tiempo en 1952 y 1953. Luego trabajó en los Laboratorios Bell durante unos 10 años. Después de eso, fue profesor de la Universidad de Wisconsin-Madison desde 1966 hasta su jubilación en 1985.
Se casó con Elinor Constance Martin y tuvieron tres hijos.

## Trabajo científico
Fue el primero en utilizar el tipo de máquina de estados finitos (FSM: del inglés Finite State Machine) que es muy comúnmente utilizado hoy en día: la máquina de Moore. Con Claude Elwood Shannon hizo un trabajo seminal sobre la teoría de la computabilidad y construyó circuitos confiables utilizando relés menos confiables. Moore también pasó gran parte de sus últimos años en un esfuerzo infructuoso para resolver el teorema de los cuatro colores.
Con John Myhill , Moore probó el teorema del Jardín del Edén caracterizando las reglas de los patrones de los autómatas celulares que no tienen precedente. También dio nombre al concepto de Vecindad de Moore para los autómatas celulares, utilizado por el Juego de la vida de Conway, y fue el primero en publicar el problema de la sincronización del equipo de tiro en los autómatas celulares.
En un artículo de 1956 en la revista Scientific American, propuso "plantas artificiales vivas", que serían fábricas flotantes que podrían crear copias de sí mismas. Podrían ser programadas para realizar alguna función (la extracción de agua potable, la recolección de minerales del agua de mar), con una inversión que sería relativamente pequeña en comparación con los enormes beneficios de las cifras de crecimiento exponencial de las fábricas.
Moore también postuló que los grafos regulares pueden tener su distancia coincidiendo con una menor conexión simple para el problema dado por un árbol regular con el mismo grado. Los grafos que coinciden con este límite fueron denominados grafo de Moore por Hoffman y Singleton (1960).

## Publicaciones
Fue autor o coautor con Claude Shannon de:
- "Artificial Living Plants," Scientific American 195 (4 ) (Oct 1956): 118-126
- "A simplifed universal Turing machine". En Proc. of the meeting of the ACM, Toronto Sept. 8 1952, pp. 50~54, 1952
- "Computability by Probabilistic Machines". Automata Studies Annals of Mathematics Studies, No.34, Princeton U. Press, Princeton, N.J., 1956
- "Gedanken-experiments on Sequential Machines," pp 129 - 153, Automata Studies, Annals of Mathematical Studies, no. 34, Princeton University Press, Princeton, N. J., 1956 , 129-153
- "Machine aid for switching circuit design", Proc. IRE, Vol. 41, October 1953, 1348-1351
- "Machine models of self-reproduction," Proceedings of Symposia in Applied Mathematics, volume 14, pages 17-33. The American Mathematical Society, 1962
- "Minimal Complete Relay Decoding Networks," IBM Journal of Research and Development 4 ( 5) 1960, : 525-531
- "Reliable circuits using less reliable relays I-II", J. Franklin Inst., Vol. 262, No. 3-4, September-October 1956, 191-208, 281-298, IRE Trans. Electronic Computers, Vol. EC-6, June 1957, 137, (Review), Bell Lab. Monograph No. 2696
- "Table of four-relay contact networks". Logical Design of Electrical Circuits (R. Higonnet and R. Grea, eds.), McGraw-Hill, 1958
- "The Shortest Path Through a Maze".Proceedings of the International Symposium on the Theory of Switching, pages 285–292. 1957
- "Variable length binary encodings".Bell System Tech. J., 38:933{967, 1959

Fue coautor de la patente US Patent 3,016,527: "Apparatus for utilizing variable length alphabetized codes" en 1962.